# Философия религии
Филосо́фия рели́гии в широком смысле — совокупность философских установок по отношению к религии, концептуализации её природы и функций, а также философских обоснований существования божества, философские рассуждения об его природе и отношении к миру и человеку; в узком смысле — эксплицированное автономное философское рассуждение о божестве и религии, особый тип философствования. Целью философии религии является «раскрытие сущности религии».
Философию религии следует отличать от религиоведения и теологии.

## История
Хотя этот термин вообще не использовался до девятнадцатого века, возможно, самые ранние строгие философские труды о религии можно найти в индуистских Упанишадах. Примерно в то же время работы даосизма и конфуцианства также касались, в частности, рассуждений о религиозных концепциях.

## Методология
Философия религии в широком смысле существует столько же, сколько существует и философия в целом как часть духовной культуры. При этом могут быть использованы различные философские концепции — натурализма, материализма, экзистенциализма, феноменологии, прагматизма, позитивизма, лингвистической философии, психоанализа и т. д.
Философия религии, понимаемая в узком смысле — это автономное философское рассуждение о Боге/божестве и религии (Платона, Фомы Аквинского, Бенедикта Спинозы, Иммануил Канта, Г. Ф. В. Гегеля и т. д.). Это сближает философию религии с историей философии.

Философ и культуролог Н. П. Копцева отмечает, что 
В отличие от других областей знания, философия религии изначально включает в себя довольно сложную проблематику, связанную с тем, каких позиций придерживаются сами исследователи относительно религии как объекта изучения. Сложность состоит в том, что религия рассматривается как объективный предмет, не имеющий отношения к самому исследованию. Здесь складываются несколько принципиальных позиций. […] Эти три точки зрения, хотя и принадлежат конкретным философско-религиозным системам, являются основополагающими для всех мировоззренческих систем.
 Она выделяет следующие исследовательские позиции:
1. Религия выступает только как объект изучения. Её сущность может понять только критический разум, а имеющийся субъективный интерес к религии не учитывается. Примером такого подхода может выступать теория религии И. Канта и возникшее в более позднее время научное изучение религии
2. Религия непосредственно связана с познающим её. В этом случае лишь человек, сам являющийся верующим и обладающий религиозным опытом, способен постичь сущность религии. Примером такого подхода является теория религии также и Ф. Шлейермахера.
3. Религия рассматривается через непосредственное отношение к ней при посредничестве критического разума. В этом случае пересматриваются существовавшие до этого формы религии и делается вывод о неизбежном появлении «новых, более современных форм»

## Формы философии религии
Религиовед и культуролог Ю. А. Кимелев выделяет две основные формы рассмотрения философии религии:
1. Философское религиоведение. Главная задача — философское осмысление феномена религии, религиозного отношения человека к действительности, в первую очередь, к божественной реальности, проблемы гносеологии и религиозного языка (субъективная сторона религиозной жизни).
2. Философская теология. Главная задача — философско-религиозные концепции бытия верующего и вытекающие из этого контекста проблемы свободы воли, необходимости и случайности, сущности и существования, атрибутов Бога и т. д. (онтологическая сторона).

Другие названия «Философской теологии»: «естественная теология», «религиозная философия», «религиозная метафизика», «христианская философия», «христианская метафизика», «рациональная теология». Однако, эти названия обладают рядом серьёзных недостатков, поэтому предпочтительнее использовать понятие «философская теология».
Некоторые религиоведы считают «философскую теологию» спорной формой философии религии. Может ли богослов быть философом? Скорее всего, да. Многие философы, начинали как теологи, были авторами и богословских и философских сочинений одновременно. На ранних этапах человеческой истории философские, религиозные и мифологические воззрения переплетались между собой (например, у Фалеса Милетского). Специфика мифологических представлений древних греков обусловила развитие древнегреческой философии именно в том виде, в котором она представлена в работах Платона и более поздних философов. В средние века многие теологические построения были облечены в философскую форму («философия — служанка богословия»). Переплетение философии и богословия наблюдается у многих современных исследователей, например, у представителя экзистенциализма — протестантского теолога Р. Бультмана.
В исламских странах, ввиду обязательности религиозной доктрины, получили распространение своеобразные гибриды традиционных направлений философии (философия науки, политическая философия и др.) с теологией. Яркими примерами такого подхода является эпистемолого-политическая концепция иранского философа А. Соруша, политическая концепция («Зелёная книга») экс-лидера Ливии М. Каддафи и др.